# Transifex
Transifex — веб-ориентированная платформа управления локализацией. Платформа разработана для технических проектов с частым обновлением содержания: программного обеспечения, документации и веб-сайтов. Технические средства, предоставляемые платформой, позволяют разработчикам автоматизировать процесс локализации.
Использование Transifex возможно на условиях SaaS. При этом со свободных проектов плата за использование сервиса не взимается.

## Описание
Служба предоставляет платформу для размещения файлов переводов и имеет ряд функций социальных сетей: возможности обсуждения, предложение вариантов перевода и голосование за варианты перевода позволяют переводчикам вести совместную работу.
С мая 2012 года Transifex управляется компанией Transifex, Inc.
В основе Transifex лежит веб-фреймворк Django и язык программирования Python. Сервис был разработан владельцем Transifex (ранее известной как Indifex) Димитрис Глезос в рамках проекта Google Summer of Code.

## История
Transifex начинался как один из проектов на Google Summer of Code и первоначально был предназначен для решения проблем с локализацией в Fedora. Сейчас Transifex отделился от Fedora Project и поддерживается молодой компанией Transifex, Inc. Создатель Transifex, Димитрис Глезос, с 2007 года занят популяризацией подхода Transifex к локализации программного обеспечения.
По состоянию на январь 2013 года веб-сайт обслуживает перевод более 4000 проектов, включая Django и Creative Commons. Transifex используется напрямую и другими проектами, например XFCE и Rosa Linux.

## Описание процесса перевода
Владелец проекта создаёт проект на Transifex. Затем создаёт команду переводчиков или назначает координаторов для создания команд. Владелец проекта или координатор загружают переводимые тексты на Transifex. После этого команды переводчиков могут приступить к работе. Готовые переводы могут быть загружены владельцем проекта вручную или с помощью клиентского ПО Transifex tx-client.

## Редакция SaaS
В начале 2009 года была представлена SaaS-редакция Transifex. Это коммерческая версия Transifex, основанная на той же кодовой базе, но с расширенным набором возможностей. Некоторые из них перечислены далее.

### Поддерживаемые форматы документов
Android, ресурсы Apple, ASP, файлы .desktop, Gettext (файлыPO/POT), Microsoft.NET, файлы с исходным кодом (C, Java, PHP, QT Linguist), файлы Joomla INI, Mozilla DTD, простой текст, субтитры, веб-страницы, файлы XLIFF, XML, YAML и другие.

### Отдельные функции
- Расширенная поддержка форматов файлов: YAML, XHTML, XLIFF, PO и PLIST.
- Возможность экспорта переводов для работы в офлайн-режиме.
- Онлайн-редактор Lotte для работы с переводами.
- Клиент командной строки, позволяющий производить загрузку файлов на Transifex и выгрузку готовых переводов.
- Механизм памяти переводов, облегчающий перевод ресурсов, уже переведённых в других проектах.
- Инструменты отслеживания активности проектов и контроля состояния перевода.
- Система уведомлений команд переводчиков, обеспечивающая обмен информацией.
- API для взаимодействия со сторонними сервисами и программами.
- Возможность создания частных закрытых проектов.
- Возможность повторного использования команд переводчиков при работе над несколькими проектами.
- Глоссарий, позволяющий устанавливать перевод терминов методом голосования.

## Известные пользователи
- Pinterest[4]
- Eventbrite
- Django и Django-cms[5]
- Fedora
- MeeGo[6]
- Creative Commons
- Mercurial и BitBucket
- XFCE[2]
- И прочие проекты с открытым кодом, включая RPM, Yum, PackageKit, Pulseaudio, Midnight Commander, Cherokee, TortoiseSVN, и т. д.

## Похожие проекты
- Одним из компонентов Launchpad является схожий сервис локализации.
- Lokalise
- Phrase[англ.]
- Smartling[англ.]